# 윤송아
윤송아(1986년 5월 20일~) 본명: 민지선 는 대한민국의 배우 겸 화가이다. 영국과 홍콩에서 유년기를 보냈고 고등학교를 정신여자고등학교에서 졸업한 뒤 홍익대학교에서 미술을 전공했다.

## 학력
- 정신여자고등학교 (졸업)
- 홍익대학교 미술대학 회화과 (서양화) (졸업)
- 홍익대학교 산업미술대학원 의상디자인학과 (졸업)

## 연기 활동

### 드라마
| 연도 | 방송       | 제목                  | 역할              | 비고 |
| ---- | ---------- | --------------------- | ----------------- | ---- |
| 2005 | SBS        | 잉글리시 매직스쿨     | 은하수            |      |
| 2007 | KBS2       | 못된 사랑             |                   |      |
| 2008 | SBS        | 며느리와 며느님       | 김소진            |      |
| 2010 | SBS 플러스 | 이글이글              |                   |      |
| 2011 | KBS2       | 스파이 명월           | 리포터            |      |
| 2014 | KBS2       | 왕의 얼굴             | 박상궁            |      |
| 2015 | KBS2       | 다 잘될 거야          | 장민우의 가정교사 |      |
| 2015 | MBC        | 달콤살벌 패밀리       |                   |      |
| 2016 | KBS2       | 여자의 비밀           | 정주리            |      |
| 2017 | tvN        | 크리미널 마인드       | 최유림            |      |
| 2017 | tvN        | 이번 생은 처음이라    | 베이킹선생님      |      |
| 2018 | SBS        | 미스 마 - 복수의 여신 | 양선생            |      |
| 2019 | OCN        | 보이스 3              | 고토 나오미       |      |
| 2020 | KBS2       | 비밀의 남자           | 신소영            |      |

### 영화
- 2007년 《궁녀》
- 2009년 《하늘과 바다》 ... 시영 친구 1 역
- 2011년 《퍼포머》
- 2014년 《나가요 미스콜》 ... 미스신 역
- 2017년 《오뉴월》 ... 송실장 역
- 2017년 《포에버: 홀리데이 인 발리》(가제)
- 2018년 《궁합》 ... 자향각 기생 8 역
- 2018년 《게이트》 ... 김 원장 역
- 2018년 《덕구》 ... 위탁 모 역
- 2018년 《미쓰백》 ... 사회복지사 역
- 2019년 《언니》 ... 안마방여자 역
- 2019년 《내안의 그놈》 ... 담임 역
- 2019년 《진범》 ... 미나엄마 역
- 2019년 《싸움의 기술 2》 ... 건우 이모 역
- 2022년 《피는 물보다 진하다》 ... 마담 역 (우정출연)

## 방송
- 2006 온게임넷 《생방송 못말리는 빅샷중》 MC (허동환, 이승윤, 송병철, 민송아)
- 2007 아리랑TV & KTV《Innovation Korea》 MC (샘 해밍턴, 민송아)
- 2007 YTN 《김미화의 닥터닥터》 (김미화, 민송아)
- 2007 멜론방송 《Mr. 알렉스 꼬시기》 (알렉스, 민송아)
- 2008 j golf 《이병용의 핸디켑 프로젝트》 MC (민송아, 이병용 진행)
- 2009 온게임넷 《G마켓컵 던전앤파이터 6차리그》 MC
- 2009 SBS 《한밤의 tv연예》 (패널)
- 2010 SBS 《사랑해요 코리아》 (MC)
- 2011 KBS 《연예가중계》 (패널)
- 2011 QTV 《순정녀》 (패널)
- 2011 올레TV 《워너비》 MC (이광석, 민송아)
- 2011 아리랑TV 《Hand in Hand -Campus》 MC (김범수, 민송아)
- 2013 KBS 《의뢰인K》
- 2014 영국 BBC 《The Hairy Bikers》(한국편 MC)
- 2014 중국 웨이하이TV 《미스여행선발대회》 오디션프로그램 심사위원
- 2015 GTV <자연을 담은 북유럽디자인> MC
- 2017 아시아경제TV <비트코인으로 일주일살아보기> MC (김보성, 윤송아)
- 2017-18 아시아경제TV <코인넘버원> MC

## CF 모델
- 2005 잡지모델- 에꼴, 유행통신, 엘르걸
- 2007 디키즈 (의류메인모델)
- 2007 한국주택금융공사 (기금홍보대사 & cf)
- 2009 월드콘 cf
- 2009 대림아파트 cf
- 2009 뮤제드우지 (골프의류 메인모델)
- 2009 H.Y.T (중국화장품 메인모델)
- 2010 에버랜드 (T 익스프레스 메인모델)
- 2011 베이징 포유 (중국잡지 7월호 표지모델)
- 2012 클랙잭 (아웃도어 메인모델)
- 2012 다나와 컴퓨터 (메인모델)
- 2013 Heelaa (중국화장품 메인모델)
- 2013 kbs 건강 365 (잡지 3월호 표지모델)
- 2013 뷰티라이프 (5월호 표지모델)
- 2013 GanGee (8월호 표지모델)
- 2014 루나바디라인 (메인모델)
- 2014 이든화장품 (메인모델)
- 2017 밀리오레 (메인모델)

## 홍보대사
- 2007년 한국주택금융공사 홍보대사
- 2013년 한국미술협회 홍보대사
- 2014년 한국아동미술치료협회 홍보대사
- 2014년 명동국제아트페스티벌 홍보대사
- 2014년 필라코리아 세계우표전시회 홍보대사
- 2014년 칭다오 한국문화축제 홍보대사
- 2014년 서울특별시 청소년 심리지원 홍보대사

## 수상
- 2006년 제7회 신사임당 미술대전 특선
- 2012년 세계미술작가창작공모대전 2위 수상
- 2013년 영 아티스트 프로젝트 우수상
- 2013년 제16회 한국문학예술상 미술부분
- 2014년 프랑스 국제 앙드레말로협회 젊은 작가상
- 2015년 희망나눔대상 표창장
- 2021년 제29회 대한민국 문화연예대상 NFT 아트상